# Andora bruuni
Andora bruuni is een zeester uit de familie Ophidiasteridae.
De wetenschappelijke naam van de soort werd in 1977 gepubliceerd door Francis Rowe.